# Slaget ved Fýrisvellir
Slaget ved Fýrisvellir var et slag, der blev udkæmpet i midten af 980'erne på sletten Fýrisvellir mellem Erik Sejrsæl og en invaderende hær. Forskere strides om, hvorvidt det var ved dagens Uppsala.  Ifølge sagaerne blev denne styrke ledet af Eriks nevø Styrbjørn den Stærke: Erik vandt slaget, og fik dermed tilnavnet Sejrsæl.
Slaget nævnes af Saxo Grammaticus i Gesta Danorum og i en række af de islandske sagaer, der dog alle er skrevet i middelalderen, inklusive Eyrbyggja saga, Knýtlinga saga og Hervarar saga. En beretning er fundet i en oldnordisk oversættelse af Oddr Snorrasons tabte latinske beretning om den norske kong Olaf Tryggvason, kendt som Odd munks saga om Olav Tryggvason, og en mere detaljeret beretning i den korte historie Styrbjarnar þáttr Svíakappa, der er inkluderet i fortællingen om kong Olav den Hellige kaldet Flateyjarbók; denne version inkluderer skjaldevers inklusive to lausavísur af Þórvaldr Hjaltason, der beretter om slaget. Der er sandsynligvis også referencer til slaget på flere runesten, hvoraf tre findes i Skåne (Hällestadstenen DR 295, Sjørupstenen, og Karlevistenen) samt Års-stenen i Himmerland.
Det er blevet debatteret om slaget virkelig har fundet sted, samt dets lokation. Der er dog primærkilder, som støtter den historiske autenticitet.

## Runesten
De følgende fire runesten nævner personer, der kan være døde i slaget. I forhold til runeinskriptionen har historikeren Dick Harrison noteret, at der er mange steder i Skandinavien med navnet Uppsala, men arkæologen Mats G. Larsson har kommenteret, at inskriptionerne dårligt kan referere til andre steder, og at kongesædet på dette tidspunkt var berømt over hele Nordeuropa.
- Hällestadsstenen DR 295 i Skåne har inskriptionen: "Áskell rejste denne sten til minde om Toke Gormrs søn, for ham en trofast leder. Han flygtede ikke ved Uppsala. Tapre mænd rejste en sten på bakken støttet af rune til minde om deres bror. De gik tættest på Gormrs Toke".
- Sjørupstenen, ligeledes i Skåne har inskriptionen: "Saxi rejste denne sten til minde om Ásbjörn Tófis/Tókis søn, hans partner. Han flygtede ikke ved Uppsala, men blev slagtet da han bar våben".
- Högbystenen har inskriptionen: "Den gode frie mand Gulli havde fem sønner. Den tapre kriger Asmund faldt på Föri".
- Karlevistenen, nær kysten på Öland, blev muligvis rejst af danske krigere til minde om deres krigshøvding, Sibbi, på vej fra Uppsala.[7]

## Historicitet
Den svenske historiker Lauritz Weibull afviste de islandske sagaer som kilder til slaget. Hans bror Curt Weibull tolkede i stedet runesten og Þórvaldr Hjaltasons vers til at Erik havde afværget en invaderende hær, som primært bestod af skandinaviske vikinger ledet af Toke Gormsen. Den danske arkæolog Lis Jacobsen daterede runestenene til en periode efter Eriks regeringstid, hvilket vil gøre skjaldeversene til den eneste pålidelige kilde.
Senere historikere har sået tvivl om slaget har fundet sted.